# Alberto Juantorena

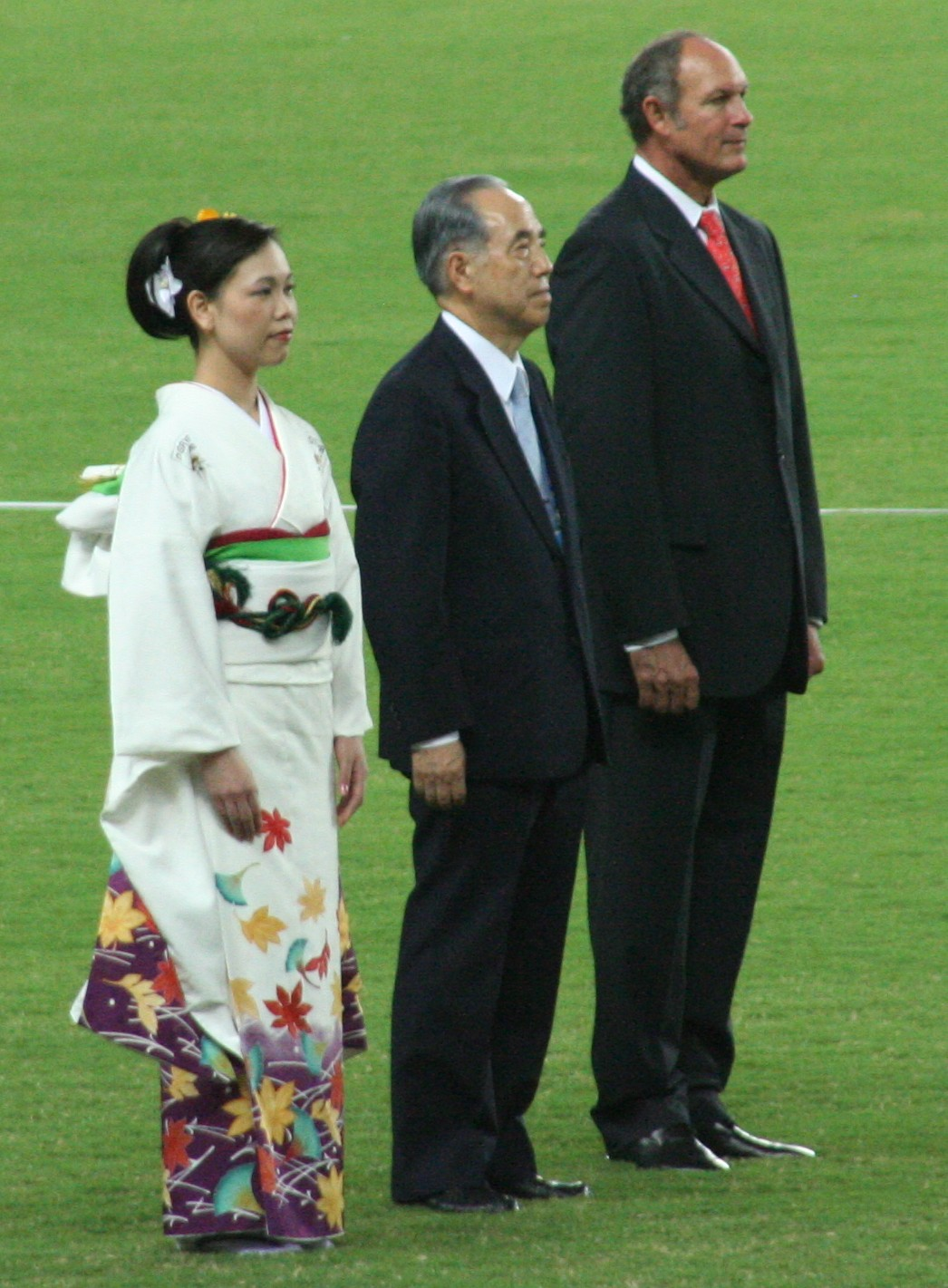
Alberto Juantorena (till höger) under en medaljutdelning under VM i Osaka 2007

Alberto Juantorena Danger, född 31 december 1950 i Santiago de Cuba, är en kubansk före detta friidrottare. 
Juantorena spelade basket innan han blev upptäckt av en polsk friidrottstränare, Zygmunt Zabierzowski, som övertalade honom till att börja med löpning. Bara ett år senare kom Juantorena till semifinalen på 400 meter i OS 1972 i München.
Han blev bättre känd under åren som gick och vann bland annat guld i Universiaden 1973 i Sofia, och silver i de Panamerikanska spelen 1975 i Mexico City, bägge insatserna kom på 400 meter. Först 1976 startade en seriös satsning av honom på 800 meter, men det var inte många som trodde han kunde vara med i kampen om OS-medaljer detta år.
Under sommarolympiaden 1976 i Montréal blev Juantorena den första idrottsmannen som vann 400 och 800 meter i samma spel. Juantorena tog sig, trots ovana med distansen 800 meter, till finalen i OS och ledde i stort sett från start till mål. Han vann med ny världsrekordtid, 1.43,50. Tre dagar senare vann han också finalen på 400 meter. Han upprepade bedriften att vinna dubbla distanser året efter i världscup-finalen i Düsseldorf. Senare samma säsong förbättrade han sitt världsrekord till 1.43,40.
Juantorena fortsatte att löpa i många år, men nådde aldrig upp till samma nivå som 1976 och 1977. Han kom på fjärde plats på 400 meter i sommarolympiaden 1980 i Moskva. Under VM 1983 drabbades han av en besvärlig vristskada då han under semifinalen på 800 meter trampade på listen som omgärdar löparbanan. Det blev hans sista deltagande i ett sanktionerat internationellt mästerskap, då Kuba bojkottade sommar-OS 1984 i Los Angeles. Det ordnades dock "ersättningsspel" av länderna som bojkottade OS (det skedde också 1980) och i dem delade Juantorena segern på 800 meter med polacken Ryszard Ostrowski.
Juantorena verkade senare som viceminister vid sportministeriet i Kuba.